# مارکو سنگالی
مارکو سنگالی (انگلیسی: Marco Sangalli؛ زادهٔ ۷ فوریهٔ ۱۹۹۲) بازیکن فوتبال اهل اسپانیا است.
از باشگاه‌هایی که در آن بازی کرده‌است می‌توان به باشگاه فوتبال دپورتیوو آلاوس، باشگاه فوتبال رئال سوسیداد، باشگاه فوتبال میراندس، باشگاه فوتبال رئال اویدو، و باشگاه فوتبال آلکورکون اشاره کرد.